# ヘルマン・ヴァン・ヴェーン
ヘルマヌス・ジャンチヌス・"ヘルマン"・ヴァン・ヴェーン（Hermannus Jantinus "Herman" van Veen、1945年3月14日 - ）は、オランダの舞台役者、俳優、音楽家、シンガーソングライター、作家である。オランダと日本のカートゥーンである『小さなアヒルの大きな愛の物語 あひるのクワック』の著作家として有名である。『あひるのクワック』を彼は執筆しただけでなく音楽のほとんどを作曲し歌った。
彼はオランダ語版の『あひるのクワック』のキャラクターである、クワックの父(Johan Sebastian Kwak)とKrabnagel de Katerとバフーン教授のナレーションをした。